# Gianfranco Gorgoni
Gianfranco Gorgoni (Roma, 24 dicembre 1941 – New York, 11 settembre 2019) è stato un fotografo italiano.

## Biografia
Nacque a Roma il 24 dicembre 1941. Rimase orfano in tenera età della madre l'attrice Olga Gorgoni, morta il 28 febbraio 1954. 
Trascorse l’adolescenza a Bomba (Chieti), il paese d’origine della sua famiglia, per poi trasferirsi nel 1958 a Milano. Negli anni '60 si dedicò alla fotografia aprendo a Milano uno studio a Porta Ticinese. 
Il 28 ottobre 1968 partì per New York dove si dedicò a fotografare gli spettacoli dei teatri sperimentali contemporanei tipo l’Open Theatre e il Living Theatre; iniziando la sua collaborazione con il settimanale L'Espresso.
Nel 1969 intraprese la traversata dell’America “coast to coast” realizzando servizi fotografici sulle comuni degli hippy e sul festival di Woodstock, vendendo le foto scattate sul palco al mensile tedesco Twen e a L’Espresso.
Tramite la conoscenza del gallerista Leo Castelli conobbe e fotografò gli artisti Andy Warhol, Robert Rauschenberg, Jasper Johns, Roy Lichtenstein, James Rosenquist, John Chamberlain, Joseph Beuys, Robert Smithson creando per L’Espresso reportage sull’arte pop americana.
Nel 1972 si dedicò a fotografare le opere di Land Art nel deserto statunitense pubblicando un libro di foto con cui la Castelli Gallery organizzò la sua prima mostra. Iconiche sono le sue foto dell'opera Spiral Jetty dell'artista Robert Smithson.
Si recò in Cile durante la presidenza di Salvador Allende e fotografò gli avvenimenti che portarono alla caduta del suo governo, foto che vennero pubblicate dalla rivista Time.
Con altri fotografi, nel 1976 fondò l’Agenzia Contact. 
Visitò Cuba molte volte per realizzare servizi per riviste americane ed europee con cui pubblicò il libro “Cuba Mi Amor” con la prefazione di Gabriel García Márquez ed il testo di Fidel Castro
Nel 2000 ritornò a Bomba dove acquistò un vecchio casolare per crearvi la sede della sua Fondazione. Quindi continuò la sua attività di fotografo tra Bomba e New York.
Malato di cancro, morì a New York l’11 settembre 2019 e fu sepolto nella cappella di famiglia a Bomba. 

## Libri
- Gabriel García Márquez, Reynaldo Gonzáles, Gianfranco Gorgoni - Cubano cento per cento - Charta (1998)  ISBN 9788881581337
- Gianfranco Gorgoni – A quattro mani - Hopefulmonster (1995) ISBN 9788877570444
- Gianfranco Gorgoni, Leo Castelli - Beyond the Canvas : artists of the seventies and eighties - Rizzoli Intl Pubns (1985)  ISBN 9780847806621
- Gianfranco Gorgoni, Gregoire Muller - The New AvantGarde: Issues for the Art of the Seventies Paperback - Praeger Publishers (1972)

## Esposizioni[3]
- Gianfranco Gorgoni: Land Art Photographs - John Hawley Olds Lagatta Gallery, Nevada Museum of Art, Reno, NV[9]
- Gianfranco Gorgoni - Through The Lens - Contini Art UK, London (2015) - Museum of Outdoor Arts, Colorado (2005) - Museum of Contemporary Art, Rufino Tamayo, Città del Messico, MX (2000) - The National Museum of Contemporary Art, Oslo, Norvegia (1999) - Arken Museum of Modern Art, Ishøj, Danimarca (1999) - Moderna Museet, Stoccolma, Svezia (1999) - Ace Contemporary Exhibitions, Los Angeles, CA (1997) - Akira Ikeda Gallery, Tokyo, Japan (1997) - Fundacion Patricio, Buenos Aires, Argentina (1995) - Biennale di Venezia, Venezia (1993) - Fototeca de Cuba, L'Avana, Cuba (1988) - Les Rencontres D'Arles, Museo di Arles, Arles, France (1987) - Nassau County Museum of Fine Arts, Roslyn, NY (1987) - Palazzo Comunale, Bomba (1985) - Castelli Gallery, New York, NY (1985) - Fondo de Bienes Culturales, L'Avana, Cuba (1984) - San Francisco Museum of Modern Art, San Francisco, CA (1978) - Laguna Gloria Art Museum, Austin, TX (1978) - Galleria il Cortile, Roma (1977) - Photowork Gallery, Fine Arts Building, New York, NY (1976) - Galleria Area, Firenze (1975) - Leo Castelli Gallery, New York, NY (1972)
- Gorgoni Art U.S.A., Photology online gallery, 2021